# X-Men (film)
X-Men este un film american cu supereroi din anul 2000, având la bază personajele fictive cu aceleași nume din revistele de benzi desenate Marvel Comics. Regizat de Bryan Singer, filmul îi are ca protagoniști pe Hugh Jackman, Patrick Stewart, Ian McKellen, Anna Paquin, Famke Janssen, Bruce Davison, James Marsden, Halle Berry, Rebecca Romijn, Ray Park și Tyler Mane. Filmul îi introduce pe Wolverine și Rogue în conflictul dintre X-Men conduși de Profesorul X și Frăția mutanților, condusă de Magneto. Magneto intenționează să îi ducă pe conducătorii lumii la o întâlnire a Națiunilor Unite cu ajutorul unei mașini pe care a construit-o pentru a-i face să accepte mutanții, însă Xavier își dă seama că această mutație forțată va duce la moartea lor.
Dezvoltarea proiectului de film X-Men a început încă din 1989 cu James Cameron la casa de producție Carolco Pictures. Drepturile de difuzare a filmului au fost preluate de 20th Century Fox în 1994. Scenariile și planurile au fost preluate de la Andrew Kevin Walker, John Logan, Joss Whedon și Michael Chabon. Singer a semnat să regizeze în 1996, cu rescrieri semnate de Ed Solomon, Singer, Tom DeSanto, Christopher McQuarrie și David Hayter. Data începerii difuzării a fost mereu amânată, în timp ce Fox a decis să mute dat difuzării filmului X-Men' din decembrie până în iulie 2000. Filmările au durat din 22 septembrie 1999 până în 3 martie 2000, la început în Toronto. X-Men a fost difuzat, a avut recenzii pozitive și a fost un succes financiar, dând naștere seriei de filme X-Men serie de filme și făcând să renască filmele cu supereroi.

## Subiectul filmului
La începutul filmului, un Magneto pre-adolescent a fost despărțit de părinții săi de soldații naziști și în aceste momente încep puterile sale să se manifeste (când îndoaie un gard de metal care îl desparte de părinții săi). În Congres, senatorul Robert Kelly încearcă să-i convingă pe cei prezenți să voteze o lege pentru Înregistrarea mutanților (benzi desenate), care i-ar obliga pe mutanți să-și dezvăluie în public identitatea și abilitățile. Magneto își începe planurile de a egala scorul între mutanți și oameni. Între timp, o fată pe nume Marie (având porecla Rogue) fuge de acasă din Meridian, Mississippi. Ea îl întâlnește pe Wolverine în Canada. Deodată, amândoi sunt atacați de Sabretooth, un mutant asociat cu Magneto. Cyclops și Storm sosesc și îi salvează pe Wolverine și Rogue, aducându-i la X-Vilă. Profesorul Charles Xavier conduce instituția și grupul de mutanți care încearcă să facă pace cu oamenii, să-i educe pe tinerii mutanți să-și folosească puterile și să îl oprească pe Magneto să facă război cu oamenii.
Senatorul Kelly este răpit de Mystique și Toad și adus la Magneto, care testează pe Kelly o mașină care cauzează în mod artificial mutații. Kelly reușește să evadeze din captivitate cu ajutorul noilor sale abilități. După ce un accident o face pe Rogue să își folosească puterile asupra lui Wolverine, ea este convinsă de Mystique (deghizată ca Bobby Drake, un băiat de care îi place tinerei Rogue), că Xavier este supărat pe ea și că ea ar trebui să plece de la școală. Xavier folosește Cerebro pentru a o găsi pe Rogue la gară. Mystique pătrunde în Cerebro și sabotează mașinăria. Wolverine o convinge pe Rogue să rămână la școala lui Xavier. Apoi urmează o luptă între X-Men și Frăția Mutanților Răufăcători. Rogue este luată prizonieră de Magneto. Profesorul Xavier încearcă să îl oprească pe Magneto, însă nu reușește. Senatorul Kelly merge la școala lui Xavier, însă e prea târziu și se dizolvă într-o baltă de apă, când mutația suferită devine instabilă.
Membrii echipei X-Men află că Magneto intenționează să folosească abilitatea lui Rogue pentru scopurile sale, astfel încât Rogue să poată pune mașinăria în funcțiune. Xavier încearcă să folosească Cerebro pentru a o găsi pe Rogue, însă sabotajul mutantei Mystique îl face să intre în comă. Jean îl ajută și folosește Cerebro pentru a găsi mașinăria lui Magneto pe Insula Libertății, mașinărie pe care Magneto intenționează să o folosească contra conducătorilor lumii care se întâlnesc pentru consfătuiri lângăe Insula Ellis. Tocmai când grupul ajunge în vârful statuii Libertății, Magneto și Sabretooth împiedică grupul și continuă cu planurile lor. Magneto își transferă puterile sale tinerei Rogue pe care o obligă să le folosească pentru a porni mașinăria. Wolverine se eliberează și se luptă cu Sabretooth; totuși, Wolverine este aruncat peste marginea statuii și Sabretooth se îndreaptă spre grop pentru a-i ucide.
Wolverine se întoarce, iar Cyclops, cu ajutorul lui Jean, îl răstoarnă pe Sabretooth de pe statuie. Când Jean îl oprește, Storm își folosește abilitățile pentru a-l duce pe Wolverine în vârful mașinăriei lui Magneto. Când își dă seama că nu mai au timp, Wolverine încearcă să oprească mașinăria și să o salveze pe Rogue, însă Magneto, recâștigându-și parțial forțele, oprește ghearele lui Wolverine. Cyclops reușește să țintească, rănindu-l pe Magneto și permițându-i lui Wolverine să distrugă mașinăria. Așezându-și palma pe fața ei, Wolverine reușește să îi transfere abilitățile sale regenerative tinerei Rogue, care este pe moarte. Profesorul Xavier își revine din comă și grupul își dă seama că Mystique este vie când o văd că îi ia locul Senatorului Kelly la știri. Încercând să îl ajute pe Wolverine să afle mai multe despre trecutul său, Xavier îl trimite la o bază militară de lângă lacul Alkali. Xavier îl vizitează pe Magneto în celula sa de închisoare de plastic și amândoi joacă șah. Magneto îl avertizează pe prietenul său că va continua lupta, la care Xavier promite că el (și membrii X-Men) va fi mereu acolo să îl oprească.

## Distribuția
- Hugh Jackman este Logan / Wolverine: Un singuratic dur, bătăuș și războinic care își câștigă existența luptându-se în cușcă. El a trăit cincisprezece ani fără să își amintească cine este, în afară de o placă de identificare pe care scrie „Wolverine” și scheletul său este plin cu adamantium (la fel și ghearele sale sunt de adamantium). El are capacitatea de a se vindeca rapid după multe răni, inclusiv după operația de chirurgie în care i s-a implantat acest metal în schelet, ceea ce face imposibilă determinarea vârstei sale.
- Patrick Stewart este Profesorul Charles Xavier: Fondator al echipei X-Men și al institutului Școala lui Xavier pentru tineri talentați, Xavier speră că va fi posibilă existența pașnică a mutanților și a oamenilor și este considerat o autoritate în domeniul mutațiilor genetice. Deși el este nevoit să stea într-un scaun cu rotile restricted, el este un mutant puternic, cu vaste abilități telepatice. Alături de Magneto, el este inventatorul supercalculatorului Cerebro, care îi amplifică abilitățile.
- Ian McKellen este Erik Lehnsherr / Magneto: Un supraviețuitor al Holocaustului, el și Xavier au fost cândva aliați și au construit Cerebro împreună. Totuși, convingerea lui că oamenii și mutanții nu pot trăi în pace duce la despărțirea lor. El are abilități magnetice puternice și cunoștințe temeinice în manipularea genetică, pe care o folosește pentru a plănui să mute liderii lumii spre asigurarea prosperității mutanților.
- Anna Paquin este Marie / Rogue: O fată de șaptesprezece ani, nevoită să-și părăsească familia din Mississippi, după ce l-a făcut pe prietenul ei să intre în comă, când l-a sărutat. Dacă ea atinge pe cineva, îi absoarbe forțele, amintirile și abilitățile, fiind capabilă să îi ucidă. În timpul călătoriei sale, ea îl întâlnește pe Wolverine, care devine cel mai bun prieten al ei. Ea devine apropiată romantic de Bobby Drake.
- Famke Janssen este Dr. Jean Grey: Ea are o relație cu Cyclops și lucrează ca doctor la X-Mansion. Are puteri de psihocinetică și telepatie.
- Bruce Davison este Senatorul Robert Kelly: Un politician pornit contra mutanților, care susține Actul Înregistrării Mutanților și vrea ca toți copiii mutanți să fie excluși din școli. El este răpit de Magneto, care își testează mașina de creat mutații genetice, iar corpul său se transformă într-o substanță lichidă.
- James Marsden este Scott Summers / Cyclops: El îi salvează pe Wolverine și Rogue dintr-o explozie a unui camion, ducându-i ăn siguranță la sediul X-Mansion, unde locuiesc ei. El este al doilea șef al mutanților, după Xavier și este șeful de teren al echipei când merg în misiuni, dar și instructor la Institut. El e îndrăgostit de Jean Grey și are o relație cu ea. El poate produce o rază roșie puternică de forță din ochi, pe care o poate controla numai purtând ochelari de protecție, făcuți din cuarț ruginiu sau ochelari de soare.
- Halle Berry este Ororo Munroe / Storm: Ea muncește ca profesoară la Institutul X-Mansion și are puterea de a manevra starea vremii. Ororo a devenit înverșunată din cauza urii pe care oamenii le-o arată mutanților și în timp ce avea grijă de senatorul Senator Kelly, care era pe moarte, ea spune că uneori îi urăște pe oameni.
- Rebecca Romijn-Stamos este Mystique: Ea este mâna dreaptă a lui Magneto, puterea ei de mutant de a-și schimba forma și de a imita orice ființă umană este aproape secundară după rolul ei de „soldat perfect”. Ea este un luptător agil, artist expert în artele marțiale și pare complet insensibilă la tehnologia modernă. Nu se știe dacă pielea ei albastră și cu solzi este expresia ei fizică normală sau dacă este o alegere specială care o detașează de oamenii „normali”.
- Ray Park este Toad: Un luptător foarte agil cu o latură amenințătoare și cu o limbă lungă, care poate se agăța de orice și care poate elimina o substanță cleioasă asupra celorlalți.
- Tyler Mane este Sabretooth: Un luptător feroce, asemănător unei feline, care îi atacă pe Wolverine și Rogue în Canada, înainte de a fi oprit de Storm și Cyclops. El este un lacheu brutal și sadic al lui Magneto iar din degete îi ies gheare.
- Shawn Ashmore este Bobby Drake / Iceman: Student la Școala lui Xavier pentru adolescenți talentați, căruia îi place Rogue. El poate schimba temperaturile care sunt sub zero grade și folosește umezeala din aer pentru a crea gheață.

David Hayter, Stan Lee și Tom DeSanto apar ca actori invitați special. George Buza, vocea personajului Bestia din X-Men: Seria Animată, a apărut ca șoferul de camion care a dus-o pe Rogue la barul în care muncește Wolverine. Gambit a fost considerat potrivit pentru a fi student lat Institutul X-Mansion. Singer și-a amintit: „Ne-am gândit că ar trebui ca Gambit să fie tânărul de pe terenul de baschet, dar ne-am dat seama că dacă el are mingea de baschet în mână și apoi o aruncă și mingea explodează, [atunci] oamenii ar întreba 'Ce au acele mingi?” Tânărul Colossus apare schițând ceva într-o scenă din film. Jubilee, Pyro și Kitty Pryde apar ca actori invitați special în acest film.

## Producția

### Dezvoltarea proiectului
Din 1989 până în 1990, Stan Lee și Chris Claremont au purtat discuții cu James Cameron și Carolco Pictures pentru o adaptare a filmului X-Men. Înțelegerea a căzut când a plecat Cameron să lucreze la Omul-Păianjen, Carolco a dat faliment și drepturile asupra filmului au revenit studiourilor Marvel. În decembrie 1992, Marvel au purtat discuții despre vinderea scenariului studiourilor Columbia Pictures dar fără efect. Între timp, Avi Arad a produs animația X-Men serie TV pentru Fox Kids. Studiourile 20th Century Fox au fost impresionate de succesul spectacolului TV, iar producătorul Lauren Shuler Donner a cumpărat drepturile filmului în 1994.
Andrew Kevin Walker a fost angajat să scrie scenariul la începutul anului 1994. Varianta lui Walker implica faptul că Profesorul Xavier îl angaja pe Wolverine în echipa X-Men, care îi cuprindea pe Cyclops, Jean Grey, Iceman, Bestia și Angel. Frăția Mutanților, care era formată din Magneto, Sabretooth, Toad, Blob și Juggernaut încearcă să cucerească New York-ul, în timp ce Henry Peter Gyrich și Bolivar Trask îi atacă pe X-Men cu trei Sentinele înalte de 8 picioare (2,4 m). Scenariul se concentrează pe rivalitatea dintre Wolverine și Cyclops, dar și asupra îndoielilor de sine ale lui Cyclops, ca șef de grup pe teren. Parte din povestirea anterioară inventată pentru Magneto îl făcea responsabil pentru dezastrul de la Chernobâl. Scenariul cuprindea X-Copter-ul și Camera Pericolului. Walker a terminat a doua variantă a scenariului în iunie 1994.
Mai multe scenarii au fost scrise de John Logan, James Schamus și Joss Whedon. Whedon a pretins că scenariul a fost refuzat din cauza unui „ton cu referire la cultură”. Numai două dialoguri din această variantă au apărut în film. Unul dintre aceste scenarii au păstrat ideea că Magneto transformă Manhattan-ul într-o „țară a mutanților”, în timp ce un alt scenariu a propus o aventură romantică între Wolverine și Storm. În 1996, Fox i-au propus lui Michael Chabon să scrie un scenariu. Cele șase pagini ale scenariului lui Chabon s-au concentrat mult asupra dezvoltării personajelor, în special asupra lui Wolverine și Jubilee. Includea și personajele Profesorul X, Cyclops, Jean Grey, Nightcrawler, Beast, Iceman și Storm. După scenariul lui Chabon, personajele negative trebuiau introduse numai în al doilea film din serie.
Robert Rodriguez a fost ales să regizeze, dar a refuzat oferta. Bryan Singer dorea să facă un film science fiction după lansarea filmului Suspectul obișnuit. Fox l-au abordat pe Singer pentru Învierea extratereștrilor, dar producătorul Tom DeSanto a considerat că X-Men va fi o ocazie mai bună deoarece era impresionat de modul în care a regizat Singer în Suspectul obișnuit. Singer a refuzat oferta, considerând că benzile desenate erau literatură lipsită de inteligență. Până în iulie 1996, Singer refuzase filmul încă de două ori, și la final a acceptat, după ce a citit benzile desenate și a urmărit seria animată. Temele de idei preconcepute din benzile desenate semănau cu ideile lui Singer.
Până în decembrie 1996, Singer a fost regizor, în timp ce Ed Solomon a fost angajat să scrie scenariul în aprilie 1997 și Singer a filmat Elevul capabil. Atunci a anunțat Fox că filmul va fi lansat de Crăciun în 1998. La sfârșitul anului 1997, bugetul era planificat la 60 milioane de dolari. La sfârșitul anului 1998, Singer și DeSanto un scenariu lui Fox, pe care ei îl considerau „perfect” pentru că lua în „serios” temele și comparațiile dintre Xavier, Magneto, Martin Luther King și Malcolm X, spre deosebire de alte scenarii. Ei au transformat-o pe Rogue într-un personaj important deoarece Singer a recunoscut că mutația ei, care o face incapabilă să atingă pe cineva, era cea mai reprezentativă pentru starea de mutant. Singer a amestecat atributele lui Kitty Pryde și Jubilee într-o descriere din film a personajului Rogue. Complotul lui Magneto de a-i transforma pe toți conducătorii lumii pentru a accepta că mutanții amintesc de modul în care convertirea lui Constantine I la creștinătate s-a pus capăt persecutării primilor creștini din Imperiul Roman; analogia a fost evidențiată într-o scenă ștearsă în care Storm predă istoria. Pretenția senatorului Kelly că are o listă de mutanți care locuiesc în Statele Unite amintește de pretenția similară a lui Joseph McCarthy în ceea ce îi privea pe comuniști.
Fox, care plănuia un buget de 75 milioane de dolari, a refuzat scenariul, pe care l-au estimat că ar costa cu 5 milioane mai mult. Beast, Nightcrawler, Pyro și Camera Pericolului au fost șterși înainte ca studioul să lanseze X-Men. Șeful companiei Fox, Thomas Rothman a susținut că acest lucru va amplifica povestirea, iar Singer a observat că faptul că au renunțat la Cmera Pericolului i-au permis să se concentreze mai mult asupra altor scene pe care le prefera. Elemente ale personajului Beast, în special expertiza lui medicală, au fost transferate personajului Jean Grey. Singer și DeSanto l-au adus pe Christopher McQuarrie din Suspectul obișnuit și împreună au scris o altă variantă a scenariului. David Hayter a rescris simultan scenariul, primind singur recunoaștere pentru scenariu de la Asociația scriitorilor din America, în timp ce Singer și DeSanto au primit recunoaștere pentru povestire.

### Distribuirea rolurilor
Russell Crowe a fost prima alegere a lui Singer pentru rolul lui Wolverine. După ce Crowe a refuzat rolul din cauză plății, câțiva actori și-au oferit serviciile pentru acest rol înainte ca Singer să îl distribuie pe Dougray Scott. O parte din contractul lui Scott includea o continuare, dar Scott s-a retras din cauza unor conflicte cu Misiune: Imposibilă II la începutul lui octombrie 1999. Hugh Jackman, care era un actor necunoscut la vremea aceea, a fost distribuit cu trei săptămâni înainte de filmări. Keanu Reeves și-a exprimat și el interesul pentru acest rol.
Producătorul Richard Donner i-a propus lui Patrick Stewart mai întâi să joace rolul lui Xavier când filmau în 1997 Teoria conspirației. James Caviezel a fost mai întâi distribuit ca Cyclops, dar a renunțat din cauza unor conflicte cu planificarea filmului Frecvența.
James Marsden nu era obișnuit cu acest personaj, dar s-a acomodat după ce a citit variate reviste cu benzi desenate. Marsden și-a modelat modul de interpretare similar cu al unui cercetaș. Eric Mabius și-a exprimat interesul pentru rolul lui Cyclops. Angela Bassett a fost abordată pentru a juca rolul personajului Storm la sfârșitul anului 1997, ca și Janet Jackson. Anna Paquin a renunțat la rolul principal din Tarta în favoarea filmului X-Men. Terrence Stamp a fost luat în considerare pentru acest rol. Thomas Jane a refuzat rolul.

### Filmările
La început, data începerii filmărilor a fost mijlocul anului 1999, iar data lansării era hotărâtă pentru Crăciun 2000, dar Fox a mutat data lansării filmului X-Men până în iunie. Steven Spielberg avusese în program să filmeze Raportul minorităților pentru lansare în iunie 2000, dar a ales să filmeze I.A. Inteligența artificială și Fox a avut nevoie de un film în loc. Acest lucru însemna că Singer trebuia să termine X-Men cu șase luni mai devreme decât era programat, deși filmările fuseseră întârziate. Data lansării a fost apoi mutată în 14 iulie 14.
Filmările auavut loc din 22 septembier 1999 până în 3 martie 2000 în Toronto și în Hamilton, Ontario. Locațiile includeau Central Commerce Collegiate, Distillery District și Canadian Warplane Heritage Museum. Casa Loma, Roy Thomson Hall și Metro Hall au fost folosiți pentru interioarele din X-Mansion, în timp ce Parkwood Estate a fost ales pentru exterioare. Pentru scenele din stația de trenuri au fost folosite Toronto Union Station și Hamilton GO Centre. Spencer Smith Park a fost folosit pentru Liberty Island. Un model la scară redusă a fost folosit pentru Statuia Libertății.

### Proiectul și efectele speciale
Cei care au făcut filmul au hotărât să nu repete costumele membrilor echipei X-Men așa cum erau în benzile desenate. Stan Lee și Chris Claremont au susținut această hotărâre. Claremont a glumit, „poți face acest lucru pe un desen, dar când îi îmbraci pe oameni, este neplăcut!” Producătorul și scenaristul Tom DeSanto a sprijinit inițial folosirea paletei de culori din benzile desenate în care predomină albastrul și galbenul, însă după ce a văzut testele, a declarat: „Nu, culoarea aceea pur și simplu nu se potrivește.” În ciuda faptului că au primit aprecieri favorabile din partea unor asociați variați de la Marvel Comics pentru proiectarea costumului negru, fanii de pe internet au avut totuși emoții negative când se filma X-Men. Pentru a recunoaște plângerile fanilor, Singer a adăugat replica lui Cyclops „Ce ai prefera, spandex galben?” – când se plânge Wolverine că trebuie să poarte uniforme ca ceilalți – în timpul filmărilor. Singer a observat că pielea neagră durabilă era mai potrivită pentru ca echipa X-Men să poarte ca haine de protecție.
Ghearele lui Wolverine necesitau o formă din silicon a brațului actorului Hugh Jackman și 700 de versiuni pentru Jackman și cascadorii care l-au dublat în scenele periculoase. A fost nevoie de nouă ore pentru a aplica machiajul prostetic pentru Rebecca Romijn. Ea nu avea voie să bea vin, să folosească creme de piele sau să zboare cu avionul cu o zi înainte de filmări, pentru că ar fi provocat schimbări în chimia corpului ei, făcând să cadă cele 110 prostetice aplicate pe pielea ei. Între filmarea scenelor, departamentul de machiaj a ținut-o pe Romijn izolată într-o cameră fără ferestre pentru a asigura păstrarea secretului. Romijn a declarat: „Nu am avut aproape deloc contact cu restul distribuției; a fost ca și cum făceam un film diferit de ceilalți. A fost groaznic.”
La sfârșitul anilor 1990, imaginile generate pe calculator erau folosite mai mult. Singer a vizitat decorurile de la Războiul stelelor - Episodul I: Amenințarea fantomei și Titanic pentru a înțelege efectele practice și digitale. Filmările începuseră fără a angaja o companie pentru efecte speciale. Digital Domain, Cinesite, Kleiser-Walczak Construction, Hammerhead Production, Matte World Digital, CORE și POP au fost angajate în decembrie 1999. Administratorul efectelor speciale, Mike Fink, a recunoscut că a fost nemulțumit cu ceea ce a făcut în la X-Men în 2003, în ciuda faptului că aproape a fost nominalizat la Premiul Academiei pentru efecte vizuale.
Regizorul tehnic al Domeniului Digital, Sean C. Cunningham și compozitorul principal, Claas Henke, l-au transformat pe Bruce Davison într-o figură lichidă pentru scena mutației personajului Kelly. Cunningham a spus: „Erau multe straturi digitale: apă fără refracție, apă întunecată, pielea fiind uneori iluminată sau nu sau piele lipicioasă. Când au fost adunate, a fost nevoie de 39 de ore pentru cadru.” Ei au luat în considerare să filmeze organele interne ale lui Kelly în timpul transformării, „dar a fost prea groaznic”, după spusele lui Cunningham.

### Coloana sonoră
Singer i-a cerut lui John Williams să compună coloana sonoră, dar Williams a refuzat oferta din cauza unor că conflicte în privința programului. John Ottman a fost la început ales să fie compozitor. Michael Kamen a fost angajat în cele din urmă.

## Lansarea

### Promovarea filmului și încasări
În ziua de 1 iunie 2000, Marvel a publicat o continuare a benzilor desenate X-Men, intitulată X-Men: Începuturile, revelând povestirile din trecutul lui Magneto, Rogue și Wolverine. Exista și o adaptare a benzilor desenate bazată pe film. Studiourile Marvel contau pe succesul filmului X-Men pentru a lansa alte filme (Omul păianjen, Cei patru fantastici, Hulk și Temerarul). X-Men a fost lansat în 3,025  în cinematografele din America de Nord în 14 iulie 2000, câștigând 54,471,475 dolari în weekend-ul premierei. Filmul a strâns 157.3 milioane dolari și 139.0 milioane dolari în alte țări, având un total în toată lumea de 296.3 milioane dolari. X-Men a fost al nouălea film cu cele mai mari încasări din 2000. Filmul a avut încasări de 50 milioane dolari în vânzările de casete video. Succesul filmului X-Men (alături de Blade) a început o reapariție
a genului benzilor desenate și a filmelor cu supereroi.

### Recenziile
Pe baza celor 143 de revizii colecționate de Rotten Tomatoes, 80% au fost pozitive, cu înțelegerea că „povestirea [este] fidelă benzilor desenate și în timp ce filmul e posibil să fie centrat prea mult asupra personajului Wolverine, are o energie ciudată care îi va încânta cu siguranță pe toți cei care vor vedea filmul în vara aceasta”. 60% dintre cele 30 de recenzii populare au fost pozitive. Prin comparație, Metacritic a colecționat un scor mediu de 64/100 din 33 de recenzii.
Kenneth Turan a considerat că „atât de multe se întâmplă încât simți că e nevoie de o continuare ca recompensă pentru că ai urmărit totul. În timp ce X-Men nu impresionează publicul așa ca Matrix, este o operă desăvârșită care merită urmărită.” James Berardinelli de la ReelReviews.net, un fan al benzilor desenate X-Men, credea că filmul este bine făcut, cu o expozițiune echilibrată, cu o dezvoltare bună a personajelor și cu o acțiune accentuată prin folosirea efectelor speciale. Subiectul filmului și relațiile dintre personaje nu sunt greu de urmărit, filmul nu cade în capcana de a pierde timp explicând lucruri care nu au nevoie de explicație. Unii fani ai filmului X-Men cred că filmul este un succes și alții cred că nu este”. Desson Thomson de la The Washington Post a comentat că „Filmul este plăcut la suprafață, dar cred că mulți oameni, chiar și cei conservator, vor fi mai puțin entuziasmați de ceea ce se află sau nu se află în interior”.
Roger Ebert de la Chicago Sun-Times a spus că „i-a plăcut acest film și aștepta mereu să se întâmple ceva cu adevărat interesant. Când nu s-a întâmplat nimic, tot nu mi-a displăcut; presupun că membrii echipei X-Men își vor dezvolta în continuare personalitatea într-o continuare a filmului, cu acțiune anterioară și poate că vor avea și timpul necesar pentru a se implica în povestire. Nu e nicio îndoială că fanii benzilor desenate vor înțelege aluziile subtile și trăsăturile potrivite de caracter; ei ar trebui să rămână în foaier după fiecare premieră pentru a răspunde la întrebări.” Peter Travers de la Rolling Stone a observat, „Dacă este un film despre Wolverine, orice membru sau membră a echipei X-Men care nu se încadrează direct în povestirea lui a o confesiune scurtă. În rolul Storm, Halle Berry poate face trucuri frumoase cu starea atmosferică, dar rolul este pe aripile vântului. Este aiurea că Stewart și McKellen, doi actori de primul rang, sunt folosiți prea puțin.”

### Premii
Filmul a fost nominalizat la Premiul Hugo pentru cea mai dramatică prezentare, dar a pierdut și filmul Crouching Tiger, Hidden Dragon a câștigat. X-Men a avut succes la Premiile Saturn. A câștigat categoriile pentru premiul Saturn pentru cel mai bun film de știință și imaginație, Premiul Saturn pentru cea mai bună regie (Singer), Premiul Saturn pentru cel mai bun scenariu, Premiul Saturn pentru cel mai bun costum, Premiul Saturn pentru cel mai bun actor (Hugh Jackman) și Premiul Saturn pentru cea mai bună acttiță în rol secundar (Rebecca Romijn). Nominalizările includeau Premiul Saturn pentru cea mai bună interpretare a unui actor tânăr (Anna Paquin), Premiul Saturn pentru cel mai bun actor în rol secundar (Patrick Stewart), Premiul Saturn pentru cele mai bune efecte speciale și Premiul Saturn pentru cel mai bun machiaj. Cititorii revistei Empire l-au votat pe Singer ca cel mai bun regizor.